# Hamburger Rieger
Hamburger Rieger ist ein Hersteller von Wellpapperohpapier und Gipsplattenkarton. Die Produkte basieren nahezu aus 100 % Altpapier. Im Bereich der weiß gedeckten Papiere ist Hamburger Rieger Marktführer in Europa. Die Hamburger Rieger GmbH, als Teil von Hamburger Containerboard, ist ein Unternehmen der Prinzhorn Gruppe. Die Hamburger Rieger GmbH hat Standorte in: Trostberg (Bayern) und in Spremberg (Brandenburg).

## Geschichte
Am 16. September 1912 nahm das Unternehmen, die „Johann Rieger Pappenfabrik“, die Produktion in Trostberg auf. Der Betrieb der Pappenfabrik begann zunächst recht klein. Mit einer Belegschaft von rund 100 Mann wurden sechs Tonnen Handleder und Handholzpappe pro Tag hergestellt.
Die Nachfrage nach Pappe stieg stetig. Die Maschinen erwiesen sich als ungenügend und mussten gegen stärkere Maschinen ersetzt werden. 1925 wurde schließlich die Kartonmaschine 1 (KM1) mit vier Rundsieben und zehn Trockenzylindern in Betrieb genommen.
Nach dem Zweiten Weltkrieg und mit dem Wirtschaftsaufschwung konnte nun auch die Firma Rieger den Fokus auf die Produktionssteigerung legen. Durch eine Reihe bedeutender Investitionen ließ sich die Erzeugung (und auch der Umsatz) in zehn Jahren nahezu verdoppeln: auf 40 Tagestonnen.
Nach dem Tod Johann Riegers im Jahr 1967 übernahmen die Söhne Ernst und Hans Rieger bis 1989 die Geschäftsleitung der Fabrik. Danach endete die Ära des Familienunternehmens Rieger als Pappen- und später als Kartonfabrik nach drei Generationen.
Thomas Prinzhorn, Eigentümer der W. Hamburger AG (nach dem Gründer W. Hamburger) aus dem niederösterreichischen Pitten, war bereit, die Fabrik im Sinne Riegers weiterzuführen. Am 21. Juli 1989 übernahm das österreichische Traditionsunternehmen die Kartonfabrik Rieger.
Thomas Prinzhorn investierte weiter in das Trostberger Unternehmen. Am 15. Februar 1992 begann planmäßig das Projekt „Umbau PM2“. Aus der bestehenden Rundsiebmaschine KM2 mit 28.000 Jahrestonnen sollte die Langsiebmaschine PM2 mit 65.000 Jahrestonnen entstehen: eine Spezialmaschine zur Herstellung von vierlagigen, hochwertigen, weiß gedeckten und gestrichenen Deckenpapieren auf Altpapierbasis. Ziel dieser Umbaumaßnahme war die Markteinführung von weißen Wellpapperohpapieren. Hamburger Rieger setzte nicht nur auf moderne Maschinen, sondern auch auf den ökologischen Aspekt bei der Papierherstellung. Im Juni 1997 ging deshalb die neue aerobe/anaerobe Abwasserreinigung in Betrieb. Rund 5,7 Mio. DM wurden für die saubere Alz investiert.
Mit der Umbenennung von „Kartonfabrik“ in „Papierfabrik“ zum im Jahr 2001 verdeutlichte Rieger auch nach außen den Produktschwerpunkt, der nun in der Papiererzeugung lag. 2002 wurde die PM2 mit einer Schuhpresse und einem Transfertbelt versehen.
2002 fiel die Entscheidung für ein neues PM-Projekt. Als Standort wurde Spremberg (Brandenburg) im Industriepark Schwarze Pumpe gewählt. Hier entstand die Papiermaschine 1 (PM1) in dreijähriger Planungs- und Bauzeit. Am 7. April 2005 ging die Maschine in Betrieb.
2010 erfolgte die Fusion Hamburger Rieger mit Hamburger Spremberg, um die Wettbewerbsfähigkeit weiter zu steigern. Gemeinsame Entwicklungen und Optimierungen der Produkte, ein gemeinsamer Marktauftritt und ein gemeinsames Produktsortiment standen im Fokus des Zusammenschlusses.
Im Oktober 2011 wurde das GuD-Kraftwerk in Trostberg in Betrieb genommen. Die Gasturbine erzeugt ca. 7 MW elektrische Leistung. Zusammen mit der vorhandenen Dampfturbine, die im August 2007 eingeweiht wurde, werden etwa 8 MWel erzeugt. Dies entspricht etwa 70 % des Strombedarfs der Papierfabrik.
Im Dezember 2012 wurde das EBS-Kraftwerk in Spremberg in Betrieb genommen. Es werden jährlich mehr als 250.000 Tonnen Brennstoff verarbeitet.
2012 feierte die Hamburger Rieger ihr 100-jähriges Bestehen in Trostberg.
Seit Juli 2015 werden sämtliche Vertriebsgeschäfte über die Hamburger Containerboard GmbH abgewickelt.
In den Jahren 2019/2020 wurde die Papiermaschine PM2 in Trostberg mit einem Curtain Coater und entsprechender Streichküche erweitert.

## Papier- und Kartonherstellung
Eine Papierfabrik gliedert sich grundsätzlich in drei Anlagenbereiche, die zur Herstellung von Papier notwendig sind.
Der Produktionsprozess beginnt in der Stoffaufbereitung. Hier werden die, in Form von trockenen Ballen, angelieferten Rohstoffe Altpapier und/oder Zellstoff mit viel Wasser aufgelöst und von Verunreinigungen befreit. In einem zweiten Schritt übernimmt die Papiermaschine die fertig aufbereitete Faserstoffsuspension und stellt daraus eine endlose Papierbahn her. Zuletzt wird das Papier in der Ausrüstung kundenspezifisch zusammengestellt. Das Papier wird vor der Auslieferung auf die gewünschte Länge und Breite geschnitten.

## Die Maschinen

### PM1 – Papiermaschine Spremberg
Die Papiermaschine 1 ist eine 3-Lagen-Maschine, die im Jahr 2005 in Betrieb gegangen ist.
- Produktion: 320.000 Tonnen/Jahr
- Arbeitsbreite: 530 cm
- Betriebsgeschwindigkeit: 1.200 m/min
- Flächengewichte: 120 bis 180 g/m²
- Produkte: Weiße gedeckte Testliner, Gipsplattenkarton

Details:
- Gapformer, 2 Langsiebe
- Pressenpartie ausgelegt auf Glätte
- Filmpresse, Streichfarbenaufbereitung
- 2 Kalander
- QLS/PLS, on-line Farbortmessung
- Bahninspektionssystem
- Vollautomatischer Rollenschneider
- automatische Rollenverpackungsanlage

### PM2 – Papiermaschine Spremberg
Die Papiermaschine 2 ist eine 2-Lagen-Maschine, die im Jahr 2020 in Betrieb gegangen ist.
- Produktion: 320.000 Tonnen/Jahr
- Arbeitsbreite: 530 cm
- Betriebsgeschwindigkeit: 1.200 m/min
- Flächengewichte: 120 bis 180 g/m²
- Produkte: Weiße gedeckte Testliner, Gipsplattenkarton

Details:
- Deinkinganlage
- Gapformer, 2 Langsiebe
- Pressenpartie ausgelegt auf Glätte
- Filmpresse, Streichfarbenaufbereitung
- 2 Kalander
- QLS/PLS, on-line Farbortmessung
- Bahninspektionssystem
- Vollautomatischer Rollenschneider
- automatische Rollenverpackungsanlage

### PM2 – Papiermaschine Trostberg
Die Papiermaschine 2 ist eine 4-Lagen-Langsiebmaschine, die im Jahr 1992 in Betrieb gegangen ist.
- Produktion: 140.000 Tonnen/Jahr
- Arbeitsbreite: 251 cm
- Betriebsgeschwindigkeit: 950 m/min
- Flächengewichte: 130–200 g/m²

Details:
- 4 Langsiebe
- Pressenpartie ausgelegt auf Glätte
- Glättzylinder mit deutscher Presse
- 2 Kalander (Vor, und nach der Streichanlage)
- 2× In-line Streichanlage (Curtain Coater + Blade Strich)
- QLS/PLS on-line Farbortmessung
- Bahninspektionssystem
- Rollenschneider mit Staubabsaugung
- Automatische Rollenverpackungsanlage